# 克利夫兰 (我为喜剧狂)
《克利夫兰》（英語：Cleveland）是美国情景喜剧《我为喜剧狂》第1季的第20集，由本季的助理执行制片人杰克·布迪特和执行制片人罗伯特·卡洛克编剧，保罗·费格执导，2007年4月19日通过全国广播公司在美国首播。客串出演这集的演员包括珍妮弗·贝西、凯文·布朗、格里兹·查普曼、埃里克·戴萨特、拉姆西·法拉加拉（Ramsey Faragallah）、洛瑞·哈默尔（Lori Hammel）、莱斯特·霍尔特、崔西·霍维尔（Traci Hovel）、格里高利·科罗斯蒂谢夫斯基（Gregory Korostishevsky）、简内尔·马布罗斯（Jenelle Marlbrough）、安东尼·马扎（Anthony Mazza）、雷蒙德·麦肯纳利（Raymond McAnally）、杰克·莫朗（Jack Moran）、艾米莉·莫迪默、马里克·潘考利、布莱恩·帕特里克·拉塞尔（Brian Patrick Russell）、米奇·普乐施（Mitch Poulos）、贾斯汀·史密斯（Justin Smith）、杰森·苏戴奇斯、加里·塔康（Gary Tacon）、米拉·特扎（Mira Tzur）和朱里安·沃克（Julian Walker）。
在这一集中，全国广播公司电视节目《与崔西·乔丹》首席编剧丽兹·莱蒙（Liz Lemon，蒂娜·菲饰）和热恋男友弗洛伊德·德巴伯一起来到俄亥俄州的克利夫兰，后者表示自己很希望能够在这里生活，而丽兹则意外发现了顶头上司杰克·唐纳吉（Jack Donaghy，亚历克·鲍德温饰）的未婚妻菲比有一些欺骗性质的秘密。男演员崔西·乔丹（Tracy Jordan，崔西·摩根饰）发现有一个黑十字军会对自己构成威胁。
《克利夫兰》获得了电视评论员较为正面的评价，IGN网站的罗伯特·坎宁（Robert Canning）称赞这“是截止目前为止《我为喜剧狂》这一季最幽默、爆笑，接近天才的一集”。节目在美国首播时吸引了万户家庭观看，在18至49岁年龄段人群中收获了2.5 / 7的收视率。

## 剧情
弗洛伊德·德巴伯本有望获得升职，但最终败给了另一位候选人阿兰·加克尔，主要是因为对方不但是少数族裔，还需要坐轮椅。对此感到有些灰心丧气的弗洛伊德告诉女友丽兹·莱蒙，自己希望回故乡克利夫兰，希望她能与自己一起去。丽兹回想起自己在纽约的生活，觉得离开也没什么大不了的，于是两人决定一起去一趟俄亥俄州。
通用电气副总裁杰克·唐纳吉刚与未婚妻菲比一起从巴黎回来，他要求丽兹多了解一下菲比，让丽兹和《与崔西·乔丹》的女演员简娜·玛隆妮（Jenna Maroney，简·科拉克斯基饰）带菲比一起出去玩一天。可就在这天，丽兹发现菲比的身份并不像她声称的那么简单，之后她跟踪菲比到达一家餐馆，看到对方和一位老人握手，这更证实了丽兹的怀疑。因为菲比曾声称自己患有“禽骨综合症”，这种疾病会导致她的骨胳比较脆弱，无法承受较为用力的握手、拥抱以及性爱等物理接触。这个时候菲比也发现了丽兹，意识到她知晓了自己的秘密，之后两人当面对质时，丽兹对菲比的借口不感兴趣，要求她必须向杰克坦白，否则自己就会告密，愤怒之下的菲比说话时甚至口音也变了，原来她也不是英国人。丽兹试图告诉杰克他的未婚妻有问题，但杰克很快对此感到不满，认为她毫无根据地诽谤自己的未婚妻，这也给两人工作上的关系带来的沉重的压力。
不知何故，男演员崔西·乔丹被卷入一起暗杀阴谋。编剧弗兰克·罗斯塔诺（Frank Rossitano，贾达·弗雷德兰德饰）告诉崔西，自己在杂志上看到一篇文章中说比尔·寇司比对他很反感。崔西由此意识到一个名叫黑十字军的强大阴谋集团将处心积虑破坏自己的事业（影射现实生活中的事件），黑十字军成功地让崔西参加演出的所有节目暂时停止与他的合作，担心自己会有生命危险的崔西于是逃到克利夫兰，并从那里前往宾夕法尼亚州的一个人口稀少的小镇尼得摩尔。

## 制作
《克利夫兰》是杰克·布迪特和罗伯特·卡洛克第4次担任《我为喜剧狂》的编剧，也是保罗·费格首次执导这一剧集。节目于年4月19日通过全国广播公司在美国首播，是本季节目的第20集。片中俄亥俄州克利夫兰的相关镜头实际上是在曼哈顿拍摄的，之后的一集《裂缝》里宾夕法尼亚州尼得摩尔的镜头则是在皇后区取景。
在《克利夫兰》中扮演弗洛伊德·德巴伯一角的杰森·苏戴奇斯曾是全国广播公司喜剧小品《周六夜现场》的一名主要演员，这已经是他出演的第6集《我为喜剧狂》。艾米莉·莫迪默继上集《企业挤压》后第2次在本剧中亮相，她之后还将出现在这一季的最后一集《裂缝》中，后者将是她在这一剧集中的最后一次客串出演。莫迪默在接受《费城问询报》采访时表示参加《我为喜剧狂》的演出是一场非常奇妙的体验，比她之前出演过的任何一部情景喜剧的速度都要快。演员会在前往拍摄地点的路上拿到台词，镜头周围会站上10个人，要是他们看了觉得不好笑，马上就会有人写一段新的台词重新来过。此外还有多位《周六夜现场》的演员参加过《我为喜剧狂》的演出，包括瑞秋·德拉彻、弗莱德·阿米森、克里斯汀·韦格、威尔·福特、莫莉·香侬、霍拉提奥·桑斯、简·霍克斯、克里斯·帕内尔等。《我为喜剧狂》的主创人、执行制片人兼女主演蒂娜·菲曾于至年担任《周六夜现场》的首席编剧，并且和崔西·摩根均曾是该节目的主要演员。亚历克·鲍德温也曾16次担任《周六夜现场》主持人，创下了该节目的最高纪录。

## 反响
《克利夫兰》在美国首播时吸引了万户家庭观看，在18至49岁年龄段人群中收获了2.5 / 7的收视率，这意味着首播时全美所有18至49岁年龄段人群里有2.5%观看了这集节目，而当时有看电视的该年龄段观众群中则有7%选择收看《克利夫兰》。与上一集《企业挤压》510万户家庭观看的成绩相比略有上升。
IGN网站的罗伯特·坎宁称赞《克利夫兰》“是截止目前《我为喜剧狂》这一季最幽默、爆笑，接近天才的一集”，他在文章中称这集节目在“整整半个小时里没有任何的浪费，不但给出了充足的笑料，而且还继续以奇妙的步调保持剧情的进一步发展”。坎宁认为“这一集中目前最好笑的部分就是崔西对有关黑十字军的妄想症”，他最终给予节目的评分为9.7（最高为10）。电视指南的马特·韦伯·米托维奇（Matt Webb Mitovich）称赞艾米莉·莫迪默虽然不会是大部分情景喜剧填补演员空缺的第一选择，但她还是像伊莎貝拉·羅塞里尼那样有着出色的表现，她不再用英国口音说话的部分实在很好笑。美国在线电视小队的安娜·强斯（Anna Johns）认为《克利夫兰》没有两星期前播出的超长集《焰火》那么好笑，但还是很有趣的节目。她觉得《我为喜剧狂》中最有趣的部分来自于电视台杂工跟班肯尼斯·帕塞尔（Kenneth Parcell，Jack McBrayer饰）和男演员崔西·乔丹，但两人在这集中都没有足够的表现机会。